# Városmajori Jézus Szíve-kistemplom
A Városmajori Jézus Szíve-kistemplom, gyakran csak Városmajori kistemplom, Városmajori kápolna (megkülönböztetésül a Városmajori Jézus Szíve-plébániatemplomtól) egy műemléki védelem alatt álló budapesti vallási épület.

## Története
A mai Városmajor térsége az 1900-as évek első éveiben kezdett beépülni. 1918-ban az Országúti Ferences Plébánia és a Krisztinavárosi Plébánia területéből kiválva megalakult a Budapest-városmajori katolikus egyházközség. Ekkor merült fel az igény egy katolikus templom tervezésére is. Mészáros János esztergomi kanonok, érseki helynök 1919-ben Kriegs-Au Emilt jelölte ki ennek a megszervezésére. A költségekre nagyarányú adakozási mozgalom indult. A főváros ingyenes telekadományozással járult hozzá az építkezéshez. Az épület megtervezésére a neves építészt, Árkay Aladárt kérték fel, aki – tekintettel a nemes célra – ingyen vállalta el a feladatot, és az építkezés vezetését is. A terveket 1922-ben fogadták el, és 1923. szeptember 8-án már fel is szentelték az alig egy év alatt felépült templomot. Alapanyaga az Ördög-árok szabályozása és lefedése kapcsán felszabadult patakparti terméskő volt.
Árkay épületét – több más épületéhez hasonlóan – népies stílusban készített el. A templom belső díszítése a második világháborúban Budapest ostroma alatt nagyrészt elpusztult, amely újságokban megjelent képekből volt ismert. A főoltárra Zala György szobra került, ezt később átvitték a nagytemplomba.
A kis templom idővel már nem felelt meg a nagy egyházközségnek, ezért 1927/1928 körül Árkay új, nagyobb méretű templom tervezésébe fogott. Ez lett a szomszédos, már modern stílusban 1932-re megépült Városmajori Jézus Szíve-plébániatemplom, más néven Városmajori nagytemplom.
A kistemplom ezt követően Prohászka Ottokár-kultúrházként működött. 1942-ben bomba csapódott a közvetlen környezetébe, és jelentős károkat okozott az épületben. A második világháború után egy ideig még kultúrház volt, majd egyházi célokra használták. 1982-től ismét mutatnak be szentmiséket benne. 2019–2020-ban felújították. 2020. szeptember 13-án Erdő Péter esztergomi érsek áldotta meg a felújított épületet.

## Képtár

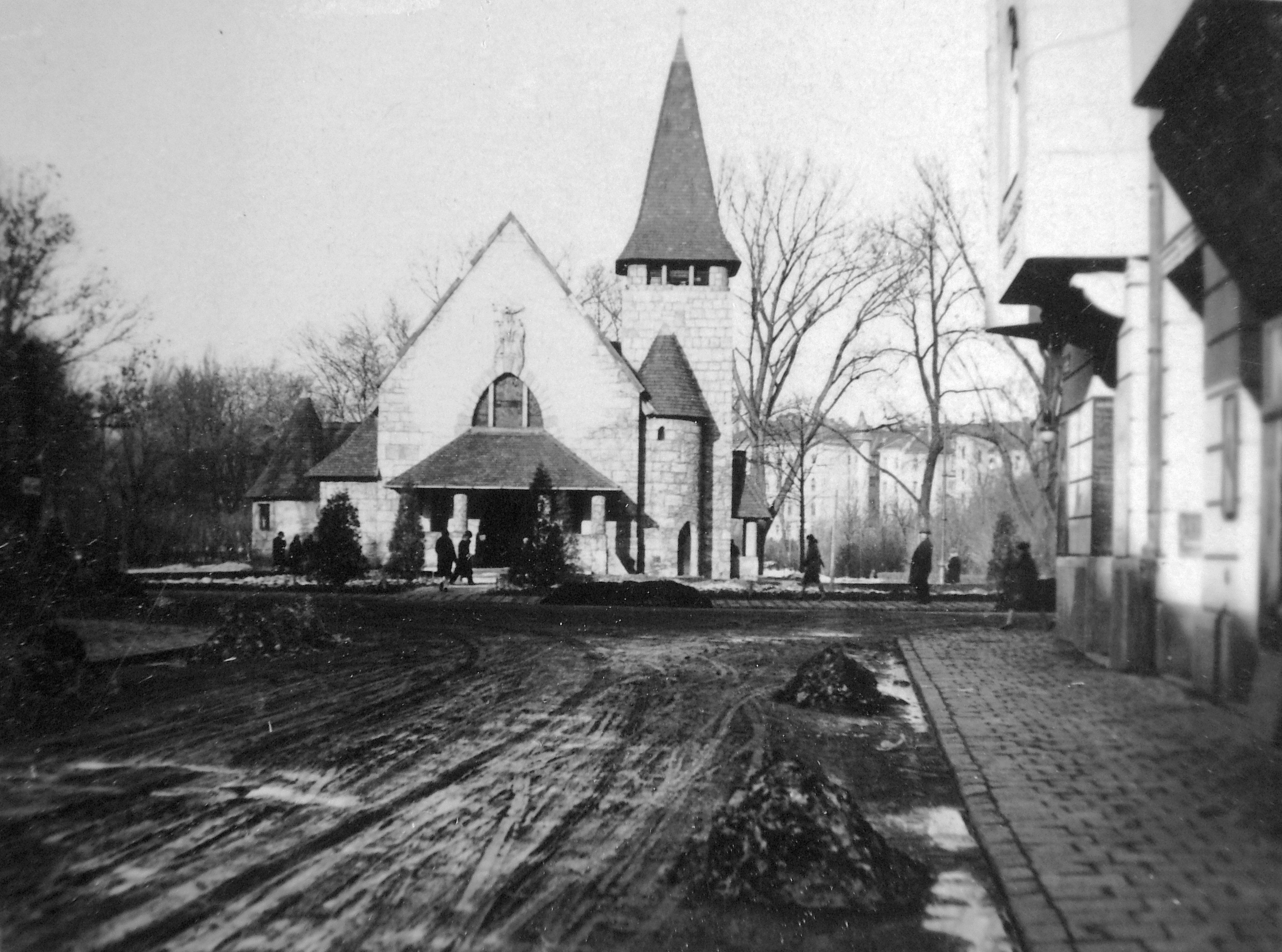
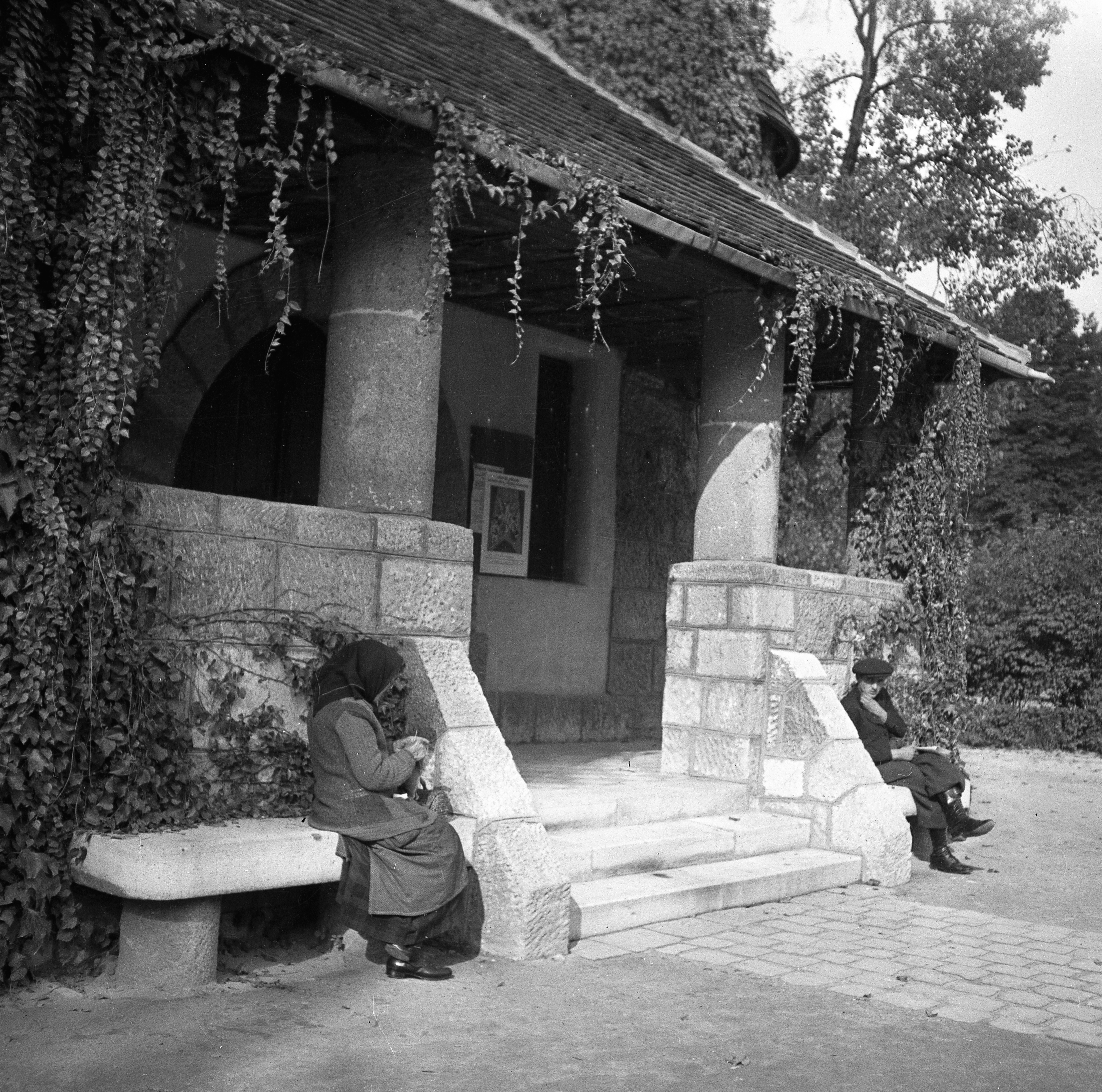
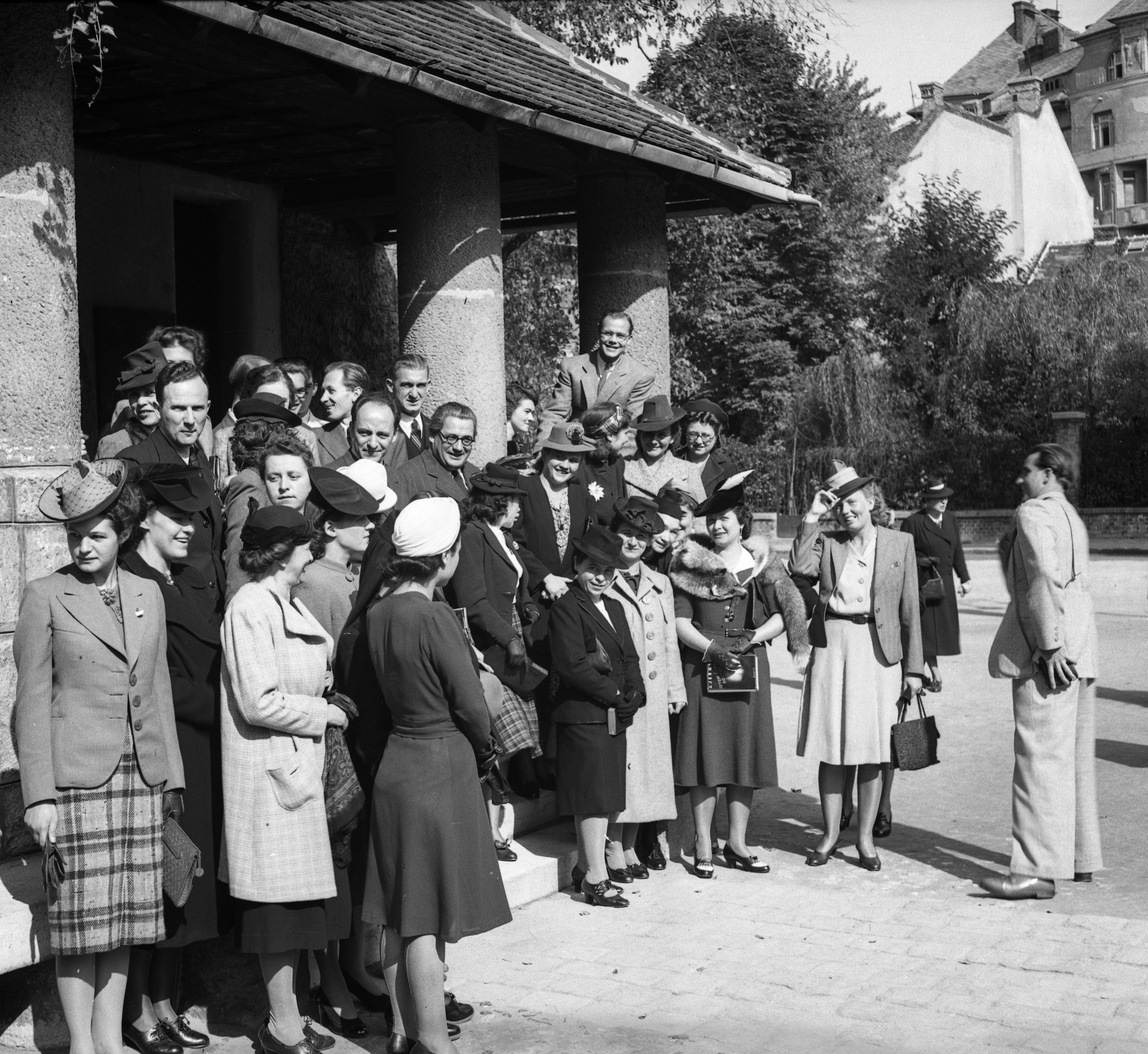
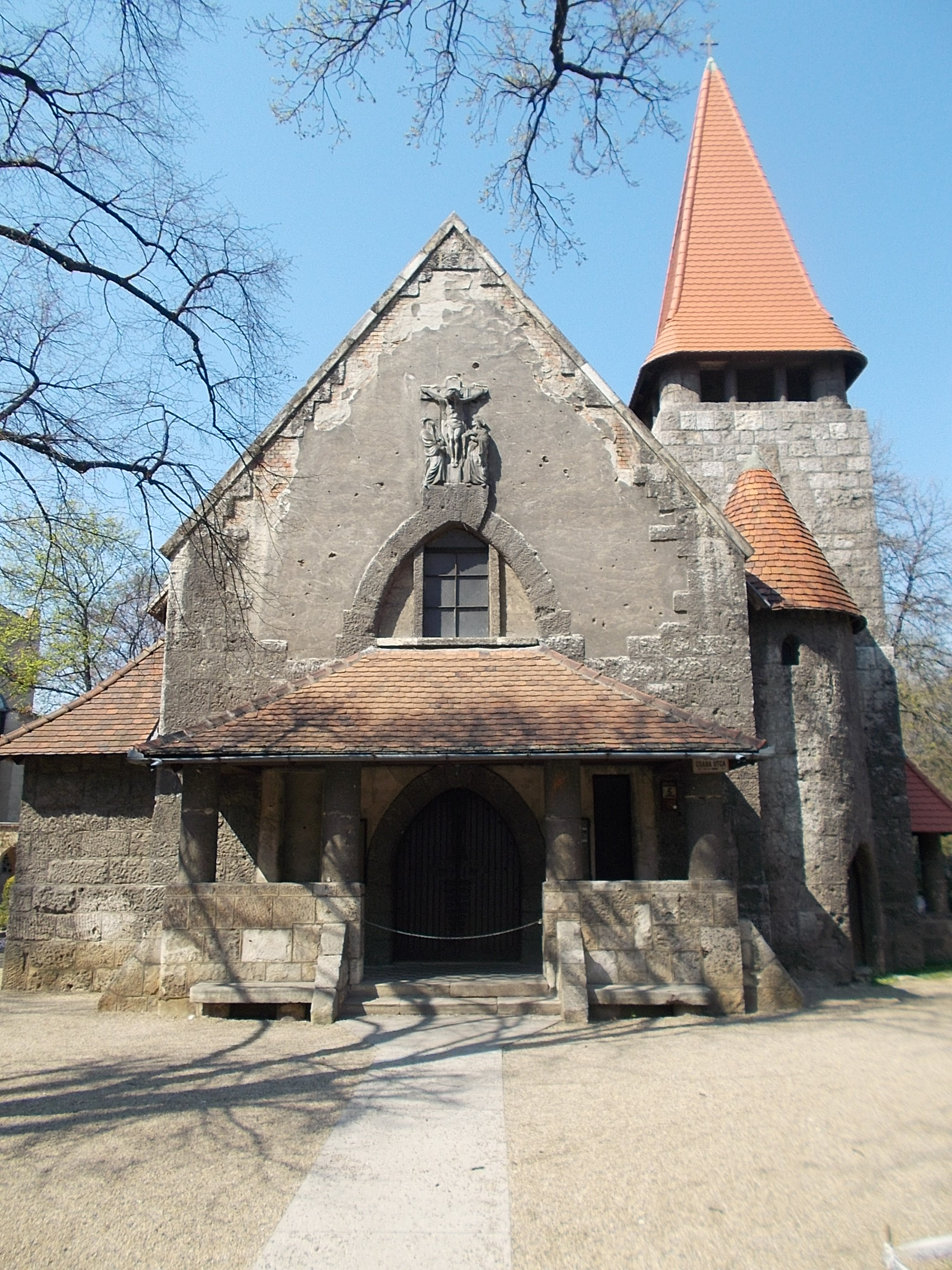
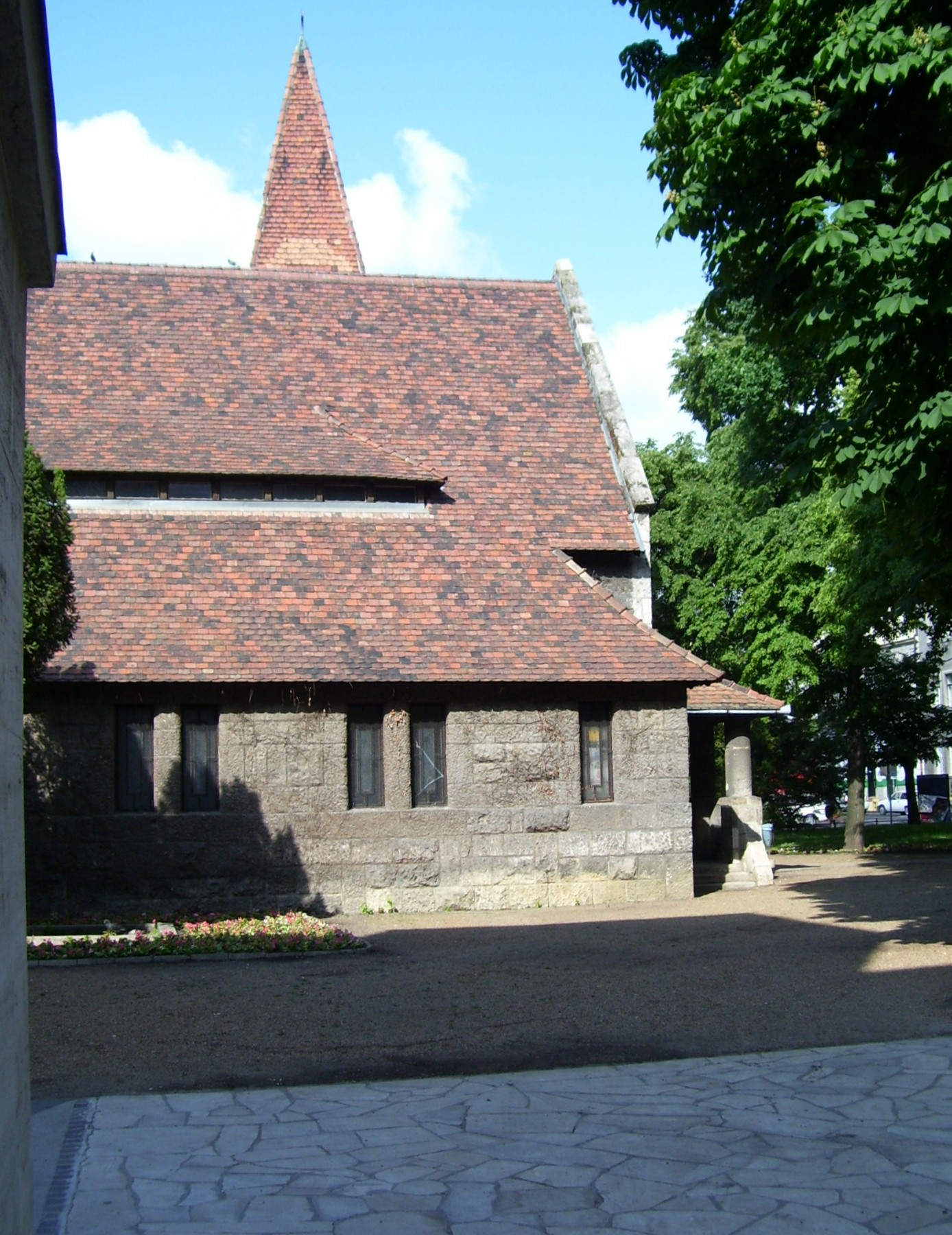
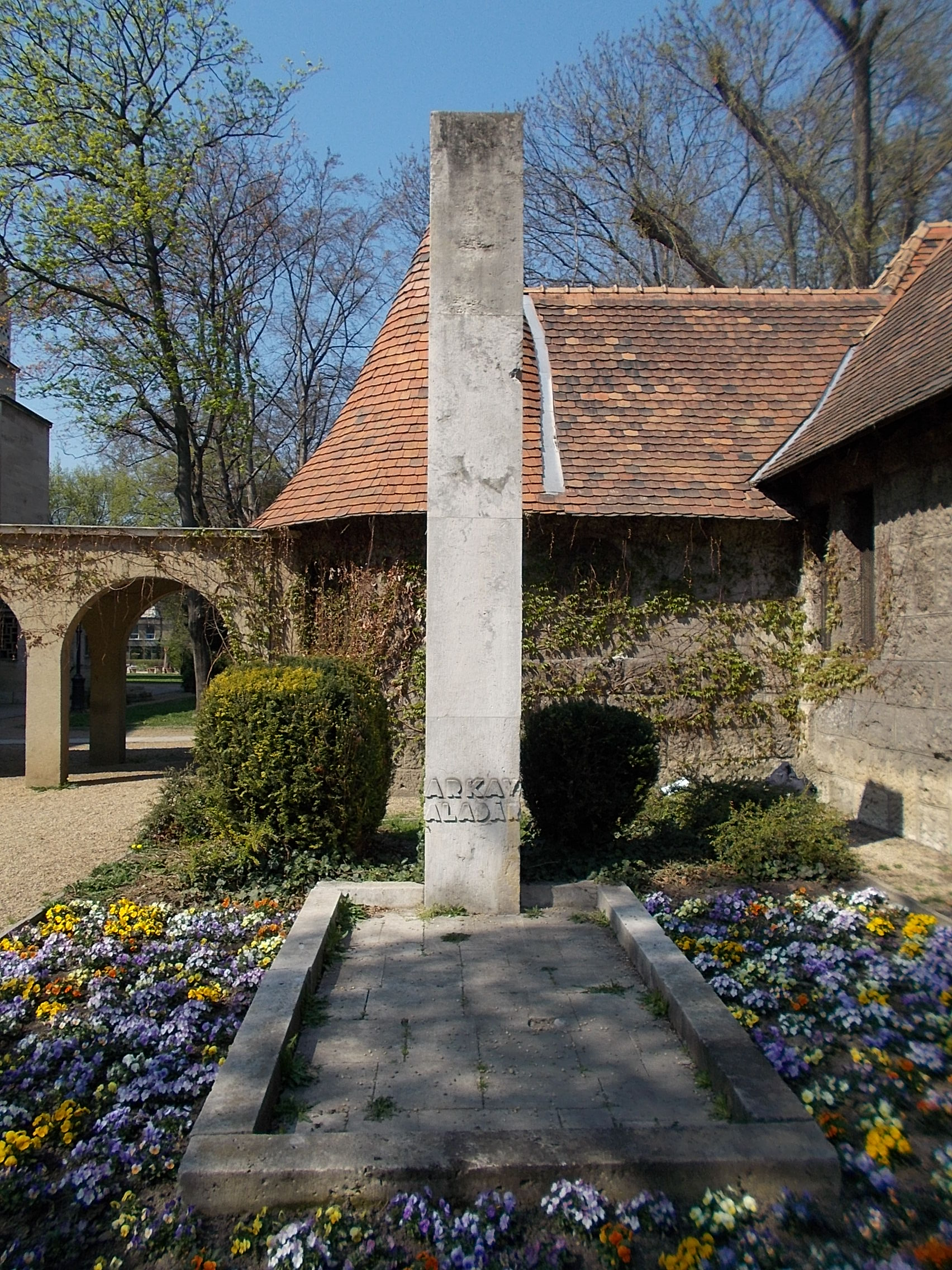
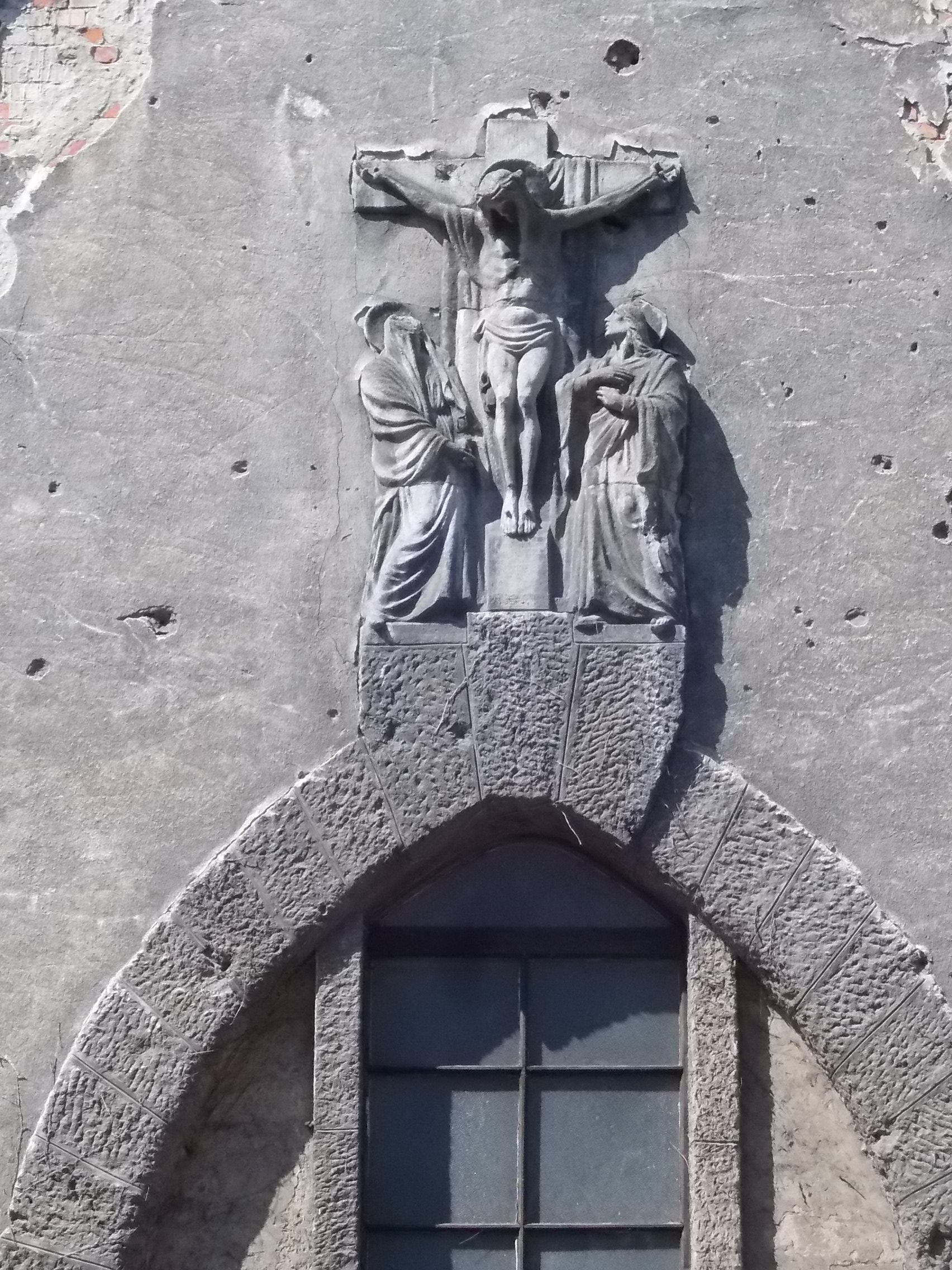
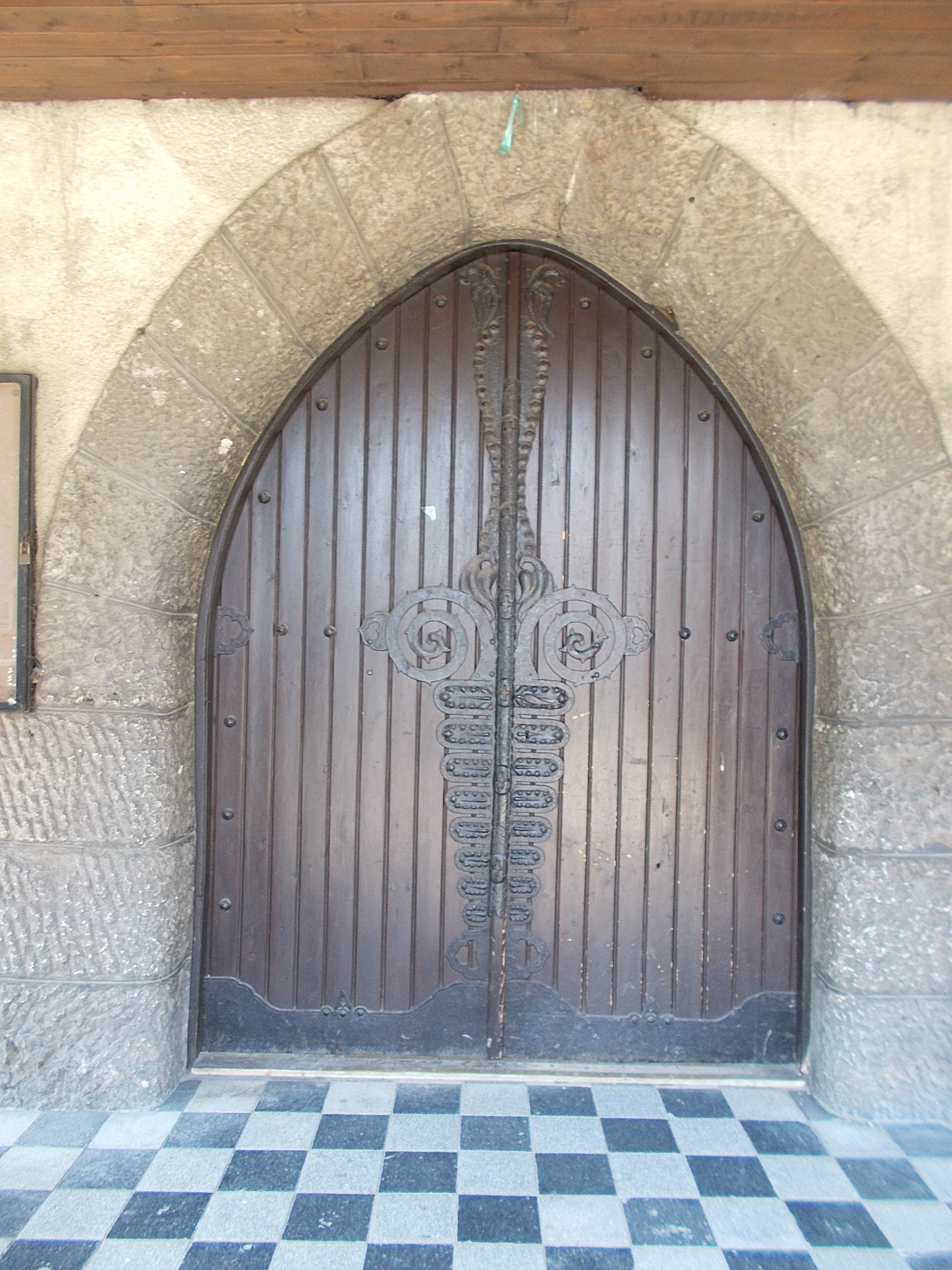
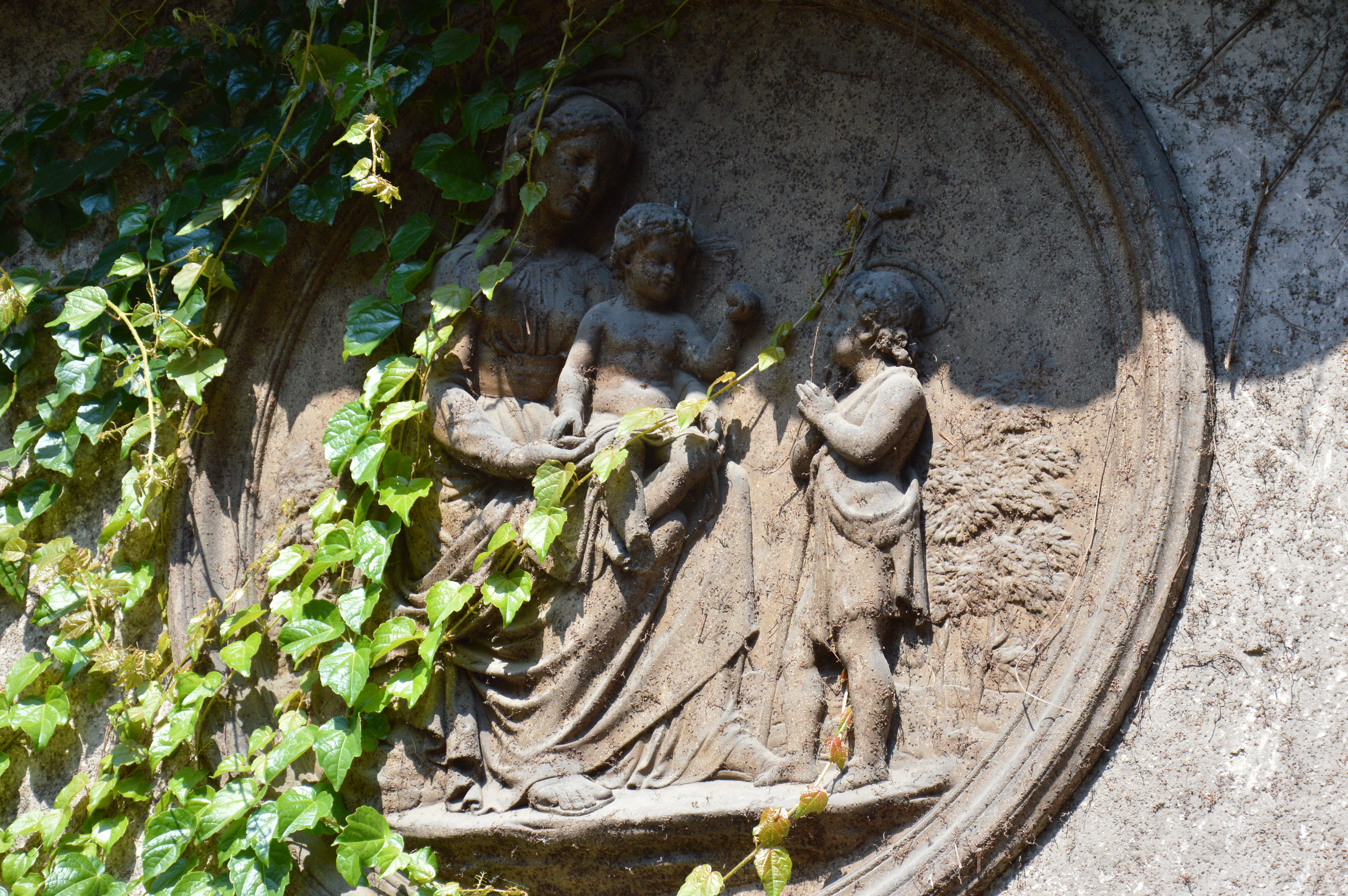